# عبد الكريم بدرخان
عبد الكريم بدرخان (English: Abdulkarim Baderkhan) (22 نوفمبر 1986) شاعر، ومترجم، وناقد سوري. بدأ حياته المهنية في فبراير 2006، ونشر ثلاث مجموعات شعرية، وترجم سبعة كتب من الإنجليزية إلى العربية. كما نشر مقالات ودراسات نقدية وترجمات في عدة صحف ومجلات عربية.

## السيرة الذاتية

### الأسرة والتعليم
ولد بدرخان في حمص بسوريا عام 1986 كانت عائلته متعلمة وتعد من الطبقة المتوسطة. وأصبح مهتمًا بمجموعات متنوعة من الكتب والأفلام والتسجيلات الموسيقية ووجد نفسه محاطًا بمناقشات جريئة حول التاريخ والدين والأدب والفن. كان والده أديب بدرخان معلمًا معروفًا في حمص. نشر بدرخان روايته «ذاكرة الرحيل» في عام 2006. تدور أحداث الرواية حول هجرة أجداده من شمال القوقاز إلى الشرق الأوسط خلال الربع الأخير من القرن التاسع عشر. وكان عمه محمد بدرخان مخرج أفلام ومترجم وكاتب، وأخرج أفلامًا ومسلسلات تلفزيونية في سوريا. وترجم عبد الكريم عدة أعمال أدبية من الروسية إلى اللغة العربية، كما أصدر رواية «أبناء المطر».
وفي أكتوبر 2004، اختار بدرخان الالتحاق بكلية الحقوق في جامعة دمشق، ولكنه شعر بأنه ليس في مكانه، ولذلك أمضى سنواته الجامعية في قراءة الأدب العربي في المنزل باستخدام كتب والده، ثم بدأ في قراءة الأدب الإنجليزي عن طريق استعارة الكتب الأكاديمية من أصدقائه.

### الثورة والنفي
وفي عام 2011، كان من أشد المؤيدين للربيع العربي، وكتب قصائد ذات صلة خلال الأسابيع الأولى، من بينها: «يوميات الجرح السوري» (English: Dairies of The Syrian Wound) وعندما رأى الجماعات الإسلامية تتقدم إلى الأمام تتولى زمام المبادرة انتقد الثورة بقسوة. وقرر بدرخان مغادرة سوريا عام 2013 لأسباب أمنية فعاش في مصر أولاً، ثم انتقل إلى تركيا حيث عمل في المجال الإنساني، ثم انتقل إلى النرويج في نوفمبر 2015، ولا يزال يعيش هناك كلاجئ سياسي.

## في الشعر

### البداية والجوائز
الشاعر السوري عبد الكريم بدرخان يحتفل بفوزه بجائزة «الشارقة للإبداع العربي» في الشارقة، الإمارات العربية المتحدة - أبريل 2014. ونشر بدرخان قصيدة لأول مرة في جريدة «الثورة» في شباط 2006، ثم لقيت أشعاره ترحيبًا من قبل معظم المحررين والناشرين في سوريا.
وفي عام 2008، شارك في «مهرجان الشعراء الشباب» الذي أقيم في حمص وفاز بالمركز الأول. ثم نال خمس جوائز شعرية في عام 2009: «جائزة اتحاد الكتاب العرب»، و«جائزة الاتحاد الوطني لطلبة سوريا»، و«جائزة ربيع الأدب»،  و«جائزة الجولان»، و«جائزة عكاظ». أما عام 2014، حصل على «جائزة الشارقة للإبداع العربي» عن مجموعته الشعرية الأولى: «جنازة العروس» والتي تعتبر من أهم الجوائز الأدبية في الوطن العربي.

### النقد والتقييم
أشاد الناقد السوري والمفكر الماركسي عطية مسوح بشعر بدرخان في كتابه النقدي: «منارات شعرية»، وكتب فصلًا عن فلسفة الحزن في شعره. وكتب الناقد السوري  محمد طه العثمان فصلًا كاملًا عن شعر بدرخان في كتابه النقدي: «توق النص وأفق الصورة».
ومن بين الكتاب الذين كتبوا عن شعره: مازن أكثم سليمان في دراسته: «منهج نقدي للشعر السوري في زمن الثورة والخراب»، والتي نُشرت في جريدة النهار، ووجيهة عبد الرحمن ومبروكة علي في جريدة «العرب». وتُرجمت بعض قصائد بدرخان إلى الإنجليزية والفرنسية والألمانية.

## في الترجمة
بدأ حياته المهنية في الترجمة عندما أصبح مهتمًا بالشعر الرومانسي الإنجليزي في القرن التاسع عشر. وخلال عامي 2009 و2010 قام بترجمة عدد من قصائد وردزورث وبايرون وشيلي وكيتس وآخرين. وفي السنوات التالية ترجم العديد من القصائد والقصص القصيرة والمقالات من الإنجليزية إلى العربية. وقد أشاد عدد من المترجمين والنقاد بأسلوبه في الترجمة الشعرية. وكان أول من ترجم مايا أنجيلو وسارة تيسدال ونعومي شهاب ناي وريموند كارفر إلى العربية. ومع ذلك، يُعرف في الغالب بمترجم بوكوفسكي في العالم العربي. وفي ترجمة النثر، كان بدرخان أول من ترجم سيزار آيرا إلى العربية. حيث حظيت ترجمته لرواية بوكوفسكي «هوليوود» بتقدير كبير، وكانت مقدمة كتابه عن كوكب الزهرة بالفراء أول دراسة عربية في أدب الماسوشية وساتشر ماسوش.

## أعماله
الدواوين الشعرية
- «جنازة العروس» دائرة الثقافة بالشارقة. الشارقة، 2014.[31][32][33]
- «كما أشتهيك وأكثر» دار الادهم للنشر. القاهرة، 2014.[34][35][36]
- «لون الماء» دار فدعات للنشر. عمان، 2017.[37][38][39]

ترجمة الشعر (من الإنجليزية إلى العربية)
- «المرأة الهائلة». مايا أنجيلو. الإصدار الأول دار الادهم للنشر. القاهرة، 2015. النسخة الثانية؛ دار راية للنشر. رام الله، 2017.[40][41][42]
- «أغاني حب». سارة تيسدال. دار الادهم للنشر. القاهرة، 2015.[43][44][45]
- «وحيدا في حضرة الجميع». تشارلز بوكوفسكي. دار فدعات للنشر. عمان، 2017.[46][47][48]

ترجمة الروايات (الإنجليزية إلى العربية)
- «المؤتمر الأدبي». سيزار آيرا. طبعات مسكيلياني. تونس، 2016.[49][50][51]
- «هوليوود». تشارلز بوكوفسكي. الإصدار الأول الكامل للنشر. بيروت، 2017. النسخة الثانية؛ طبعات ماسيليانا. تونس، 2017.[52][53][54]
- «السر الحارق». ستيفان زويج. طبعات مسكيلياني. تونس، 2017.[55][56][57]
- «فينوس في الفراء». ليوبولد فون زاخر مازوخ.
- «نساء بلا رجال». شهرنوش بارسيبور. سبع صفحات للنشر. 2019.

مقالات ودراسات بارزة
- «في الشعر السوري: الإيروس والثاناتوس والٍأقنعة الجنسية». (تم النشر في 15 فبراير 2018).[58]
- «في الشعر السوري: الموقف من الزمان والمكان والحب». (تم النشر في 24 فبراير 2016).[59]
- «الثنائيات والثالوث». (نُشر في 20 مايو 2015).[60]
- «نيتشه والنازية: علاقة واهمة كرستها سخرية القدر». (نُشرت في 4 ديسمبر 2014).[61]
- «التحولات الفكرية في الثورة السورية». (نُشرت في 11 نوفمبر 2013).[10]